# Анбаса ібн-Сухайм аль-Кальбі
Анбаса ібн-Сухайм аль-Кальбі (*араб. عنبسة بن سحيم الكلبي  —726) — 7-й валі Аль-Андалуса у 721-726 роках.

## Життєпис
Про походження Андаса немає відомостей. У 721 році призначено новим валі Аль-Андалуса. Розпочав підготовку проти франкських королівств. Для цього намагався збільшити статки провінції, підвищивши вдвічі податки на християн та конфіскувавши майно жидів. У 722 році війська мусульман зазнали невдачі у горах Астурії проти військ християн на чолі із Пелайо. 723 році придушив повстання басків, 724 року вимушений був боротися в Арагоні.
Залагодивши справи на Піренеях, Анбаса рушив до Септиманії, де у 724 році розпочав підкорення останніх незалежних вестготських міст: того ж року захоплено Каркассон, 725 року — Нім. Цим було завершено загарбання Септиманії.
У 725 році розпочав походи проти Королівства Бургундія, де панувала франкська династія. Завдяки його діям було сплюндровано також значну частину Лангедоку. У 726 році під час одного з походів до Бургундії Анбаса ібн-Сухайм помер неподалік від міста Отен, перед цим сплюндрувавши долину Рони. Його наступником на посаді валі став Удрра бен Абдаллах аль-Фіхрі.